# Alberto Naranjo

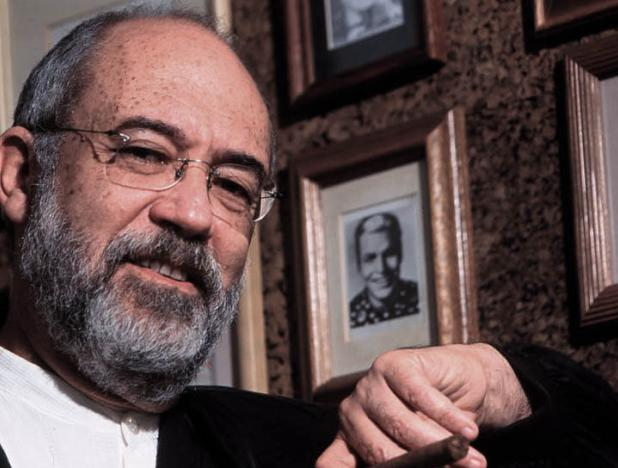
Jorge Alberto Naranjo, Arrangeur, Bandleader, Komponist, Musiker (1941–2020)

Jorge Alberto Naranjo (* 14. September 1941 in Caracas; † 27. Januar 2020) war ein venezolanischer Musiker und Komponist.

## Leben und Wirken
Der Sohn der Sängerin Graciela Naranjo und des Rundfunkmoderators Magín Pastor Suárez begann seine musikalische Laufbahn achtzehnjährig als Schlagzeuger und war 1963–64 Mitglied der Band von Chucho Sanoja, 1965–66 der Los Melódicos und 1966–67 der Band von Porfi Jiménez. Daneben war er in den 1960er und 1970er Jahren ein gesuchter Studiomusiker und trat mit Musikern auf, die Venezuela besuchten, wie Charles Aznavour, Vikki Carr, Eddie Fisher, Engelbert Humperdinck, Julio Iglesias, Tom Jones, den Los Nicholas Brothers, Eliana Pittman, den The Platters, Tito Rodríguez, Ornella Vanoni und Pedro Vargas.
1977 gründete Naranjo das Orchester El Trabuco Venezolano, dessen Leiter und Arrangeur er war. Das als Jazzorchester konzipierte Ensemble wurde vor allem mit Salsamusik bekannt. Es spielte fünf Studioalben und zwei Live-Alben mit der kubanischen Band Irakere ein. Als Arrangeur arbeitete Naranjo auch für Musiker wie die Gruppe Guaco, Ilan Chester, Simón Díaz, Oscar D’León, Ricardo Montaner, María Rivas und Aldemaro Romero. Als Jazzmusiker arbeitete er u. a. mit Jeff Berlin, Dusko Goykovich, Danilo Pérez, Arturo Sandoval, Bobby Shew und Dave Valentin zusammen.

## Diskographie
- El Trabuco Venezolano I, 1977
- El Trabuco Venezolano I, 1979
- El Trabuco Venezolano I, 1981
- Irakere - Trabuco En Vivo Mayo 14, 81, 1981
- Irakere-Trabuco En Vivo Mayo 15, 81, 1984
- La Flor y Nata, 1984
- Imagen latina, 1989
- Oblación, 1994
- Swing con Son, 1996
- Dukce y Picante, 1998